# Assimilation (Geologie)
Als Assimilation oder Assimilierung werden in der Geologie Prozesse bezeichnet, bei denen ein Magma sein Nebengestein aufnimmt, entweder in der Form einer chemischen Reaktion oder physikalisch durch Aufschmelzen. Wird durch die Aufnahme die chemische Zusammensetzung des Magmas wesentlich geändert, spricht man auch von der Bildung eines Hybridmagmas bzw. Kontamination.

## Physikalisch-chemische Grundlagen
Ein innerhalb der Erdkruste aufsteigendes Magma befindet sich normalerweise nicht im Gleichgewicht mit seinem Nebengestein. Die Möglichkeit der Aufschmelzung des Nebengesteins sind allerdings durch den hohen Energiebedarf des Schmelzvorgangs limitiert. Es können daher nur solche Gesteine (partiell) aufgeschmolzen werden, deren Liquidustemperatur unter der des Magmas liegt. Chemische Reaktionen können dagegen ggf. auch unterhalb dieser Temperatur initiiert werden. Assimilationsvorgänge spielen daher meist keine größere Rolle bei der Petrogenese.

## Nachweis
Assimilationsprozesse lassen sich am einfachsten erkennen, wenn sie unvollständig verlaufen und das ehemalige Nebengestein in Form von Schollen oder Xenolithen bzw. Ocelli in dem nach Erkalten des Magmas gebildeten Magmatit vorliegt, oder wenn sich die aufgeschmolzenen Bestandteile nicht vollständig mit dem Magma vermischt haben und dem Gestein damit ein schlieriges Aussehen verleihen. Ein solcher Magmatit wird auch als „unausgereift“ bezeichnet. Verläuft die Assimilation dagegen vollständig, ist sie makroskopisch nicht unbedingt zu erkennen. Sie kann dann ggf. nur anhand von geochemischen Signaturen, z. B. besonderen Isotopenverhältnissen seltener Elemente im magmatischen Gestein, die ursprünglich aus dem Nebengestein stammen, nachgewiesen werden.
Hybridmagmen und entsprechende Gesteine können allerdings auch alternativ durch den Prozess der Magmenmischung gebildet werden.

## Wirtschaftliche Bedeutung
Einer Theorie zufolge beruht das Phänomen des Sonnenbrennerbasalts, welches den wirtschaftlichen Wert eines Basaltvorkommens mitbestimmt, auf einer unvollständigen Assimilation SiO2-haltigen Nebengesteins durch ein basaltisches Magma und daraus resultierende Inhomogenitäten im erkalteten Basalt.